# Number 1 to Infinity
| Recensione | Giudizio |
| ---------- | -------- |
| AllMusic   |          |

Number 1 to Infinity (reso graficamente come #1 to Infinity) è una raccolta della cantautrice statunitense Mariah Carey, pubblicata il 15 maggio 2015.

## Descrizione
Si tratta di una compilation contenente 19 brani, più precisamente 18 grandi successi dell'artista e un inedito, rappresentato dal singolo Infinity, pubblicato in anticipo il 27 aprile 2015.

## Tracce

### Edizione internazionale
1. Vision of Love – 3:29 (Mariah Carey, Ben Margulies)
2. Love Takes Time – 3:49 (Mariah Carey, Ben Margulies)
3. Someday (MTV Unplugged) – 4:08 (Mariah Carey, Ben Margulies)
4. I'll Be There (feat. Trey Lorenz) – 4:24 (Berry Gordy, Bob West) – originariamente interpretata dai The Jackson 5
5. Dreamlover – 3:53 (Mariah Carey, Dave Hall)
6. Hero – 4:17 (Mariah Carey, Walter Afanasieff)
7. Without You – 3:34 (William Peter Ham, Tom Evans)
8. Endless Love (Duet with Luther Vandross) – 4:18 (Lionel Richie) – originariamente interpretata da Lionel Richie
9. Fantasy (Bad Boy Fantasy feat. O.D.B.) – 4:53 (Mariah Carey, Chris Frantz, Tina Weymouth, Dave Hall, Adrian Belew, Steven Stanley)
10. One Sweet Day (Mariah Carey & Boyz II Men) – 4:41 (Mariah Carey, Walter Afanasieff, Michael McCary, Nathan Morris, Wanya Morris, Shawn Stockman)
11. Always Be My Baby – 4:18 (Mariah Carey, Jermaine Dupri, Manuel Seal Jr.)
12. Honey – 4:59 (Mariah Carey, Sean Combs, Kamaal Fareed, Steven Jordan, Stephen Hague, Bobby Robinson, Larry Price, Malcolm McLaren)
13. My All – 3:51 (Mariah Carey, Walter Afanasieff)
14. Heartbreaker (feat. Jay-Z) – 4:46 (Mariah Carey, Lincoln Chase, Jeffrey Cohen, Shirley Elliston, Jay-Z, Narada Michael Walden)
15. Against All Odds (Take a Look at Me Now) (feat. Westlife) – 3:21 (Phil Collins)
16. We Belong Together – 3:22 (Mariah Carey, Jermaine Dupri, Manuel Seal, Johnta Austin, Darnell Bristol, Kenneth Edmonds, Sidney DeWayne, Bryan-Michael Cox, Bobby Womack, Patrick Moten, Sandra Sully)
17. Don't Forget About Us – 3:53 (Mariah Carey, Jermaine Dupri, Johnta Austin)
18. Touch My Body – 3:27 (Mariah Carey, Crystal Johnson, Christopher Stewart, Terius Nash)
19. Infinity – 3:58 (Mariah Carey, Eric Hudson, Priscilla Renea, Taylor Parks, Ilsey Juber)

### Edizione statunitense
1. Vision of Love – 3:29 (Mariah Carey, Ben Margulies)
2. Love Takes Time – 3:49 (Mariah Carey, Ben Margulies)
3. Someday (MTV Unplugged) – 4:08 (Mariah Carey, Ben Margulies)
4. I Don't Wanna Cry – 4:48 (Mariah Carey, Narada Michael Walden)
5. Emotions – 4:08 (Mariah Carey, David Cole, Robert Clivillés)
6. I'll Be There (feat. Trey Lorenz) – 4:24 (Berry Gordy, Bob West)
7. Dreamlover – 3:53 (Mariah Carey, Dave Hall)
8. Hero – 4:17 (Mariah Carey, Walter Afanasieff)
9. Fantasy (Bad Boy Fantasy feat. O.D.B.) – 4:53 (Mariah Carey, Chris Frantz, Tina Weymouth, Dave Hall, Adrian Belew, Steven Stanley)
10. One Sweet Day (Mariah Carey & Boyz II Men) – 4:41 (Mariah Carey, Walter Afanasieff, Michael McCary, Nathan Morris, Wanya Morris, Shawn Stockman)
11. Always Be My Baby – 4:18 (Mariah Carey, Jermaine Dupri, Manuel Seal Jr.)
12. Honey – 4:59 (Mariah Carey, Sean Combs, Kamaal Fareed, Steven Jordan, Stephen Hague, Bobby Robinson, Larry Price, Malcolm McLaren)
13. My All – 3:51 (Mariah Carey, Walter Afanasieff)
14. Heartbreaker (feat. Jay-Z) – 4:46 (Mariah Carey, Lincoln Chase, Jeffrey Cohen, Shirley Elliston, Jay-Z, Narada Michael Walden)
15. Thank God I Found You (feat. Joe & 98 Degrees) – 4:17 (Mariah Carey, Jimmy Jam, Terry Lewis)
16. We Belong Together – 3:22 (Mariah Carey, Jermaine Dupri, Manuel Seal, Johnta Austin, Darnell Bristol, Kenneth Edmonds, Sidney DeWayne, Bryan-Michael Cox, Bobby Womack, Patrick Moten, Sandra Sully)
17. Don't Forget About Us – 3:53 (Mariah Carey, Jermaine Dupri, Johnta Austin)
18. Touch My Body – 3:27 (Mariah Carey, Crystal Johnson, Christopher Stewart, Terius Nash)
19. Infinity – 3:58 (Mariah Carey, Eric Hudson, Priscilla Renea, Taylor Parks, Ilsey Juber)